# Římskokatolická farnost Olomouc – Slavonín
Římskokatolická farnost Olomouc – Slavonín je územní společenství římských katolíků s farním kostelem svatého Ondřeje v děkanátu Olomouc.

## Historie farnosti
První písemná zmínka o vsi pochází z roku 1141, přičemž původně šlo o obec českou, která se ale brzy s příchodem německých kolonistů zgermanizovala. Slavonín (Schnobolin) byl pak součástí olomouckého jazykového ostrova, Češi zde téměř nežili. Místní obyvatelé měli vlastní kroj, hovořili zvláštním dialektem s bavorskými prvky a na místní dožínky (Ertendankfest) či kácení máje se sjížděli i lidé z okolí.
Zřejmě již od svého počátku byl Slavonín v majetku olomouckého biskupství. Šlo o významnou obec, neboť byl centrem farnosti, což se projevilo i v tom, že kromě staršího kostela sv. Ondřeje zde byla na návsi (dnes Zolova ulice) postavena kaple sv. Floriána, dále několik božích muk, kamenných křížů a dalších objektů.
První písemná zmínka o farním kostele pochází z roku 1364, ovšem vzhledem ke gotickému jádru budovy lze usuzovat, že pochází již ze 13. století. Gotická je i boční kaple a sanktusová věž, zatímco nižší hlavní věž je již renesanční. Poslední stavební úpravy proběhly roku 1840.

## Duchovní správci
V letech 1890-1916 působil jako farář P. Ludvík Holain, hudební skladatel a organolog. Od r. 2002 má ve Slavoníně pamětní desku.
Od července 2015 byl administrátorem excurrendo R. D. Mgr. Ing. Libor Churý. S platností od července 2018 zde byl jmenován farářem.

## Bohoslužby
| Kostel                 | Místo    | Bohoslužba (den) | Hodina     | Poznámka     |
| ---------------------- | -------- | ---------------- | ---------- | ------------ |
| kostel svatého Ondřeje | Slavonín | neděle čtvrtek   | 8.00 17.15 | farní kostel |

## Aktivity ve farnosti
Farnost se pravidelně zapojuje do akce Tříkrálová sbírka. V roce 2018 dosáhl výtěžek sbírky 53 376 korun.